# Francfort Galaxy (ELF)
Cet article concerne la nouvelle équipe de football américain évoluant en ELF. Pour l'ancienne équipe de la NFL Europa, voir Francfort Galaxy (NFL Europa).
Stade
Maillots
Champion ELF
2021
Saison en cours
Les Francfort Galaxy (Frankfurt Galaxy) est une franchise allemande de football américain basée à Francfort-sur-le-Main, en Allemagne et évoluant en European League of Football.
La franchise remporte la saison 2021 de l'ELF.

## Histoire
Une franchise est annoncée à Francfort en 2018 pour faire partie de la saison inaugurale de la European League of Football. En mars 2021, la ELF annonce avoir signé un accord avec la NFL l'autorisant à utiliser les noms d'équipes de l'ancienne NFL Europa . Le même jour, l'équipe est baptisée Franfurt Galaxy.

## Stade
L'équipe joue ses matchs à domicile au PSD Bank Arena d'une capacité de 12 542 spectateurs.

## Palmarès
- Champion de l'European League of Football : 2021
- Champion de la Division Sud de l'ELF : 2021

## Saison par saison
| Saison | Saison régulière | Saison régulière | Saison régulière | Saison régulière | Saison régulière | Saison régulière | Saison régulière | Saison régulière | Saison régulière             | Phase finale                                                                                                  |
| ------ | ---------------- | ---------------- | ---------------- | ---------------- | ---------------- | ---------------- | ---------------- | ---------------- | ---------------------------- | --- |
| Saison | Nb               | V                | D                | N                | %                | +                | -                | ≠                | Classement                   | Phase finale                                                                                                  |
| 2021   | 10               | 9                | 1                | 0                | 90,0             | 357              | 132              | + 225            | 1er de la division Sud       | Victoire 30-27 en ½ finale contre les Wrocław Panthers Victoire 32-30 en finale contre les Hamburg Sea Devils |
| 2022   | 12               | 8                | 4                | 0                | 66,7             | 386              | 247              | + 139            | 3e de la conférence Centrale | Non qualifié                                                                                                  |
| 2023   | 12               | 10               | 2                | 0                | 83,3             | 382              | 233              | + 149            | 2e de la conférence Ouest    | Défaite 26-42 en ½ finale contre le Rhein Fire                                                                |
| 2024   | Saison en cours  | Saison en cours  | Saison en cours  | Saison en cours  | Saison en cours  | Saison en cours  | Saison en cours  | Saison en cours  | Saison en cours              | Saison en cours                                                                                               |
| Totaux | 34               | 27               | 7                | 0                | 79,4             | 1 125            | 612              | + 513            | -                            | 2 participations, 1 titre                                                                                     |